# Музей Нобелівської премії
Музей Нобелівської премії (швед. Nobelmuseet, англ. Nobel Museum) — музей, присвячений Нобелевській премії й її лауреатам, знаходиться в будівлі Стокгольмської фондової біржі на площі Стурторгет ( Старе місто, Стокгольм). Музей відкрито 2001 року з нагоди сторіччя заснування премії.

## Будівля музею
Музей, разом зі Шведською академією та Нобелівською бібліотекою, розташований у колишній будівлі Фондової біржі (Börshuset), на північній стороні площі Сторторгет в Гамла-Стані, старому місті в центрі Стокгольма.

## Експозиції

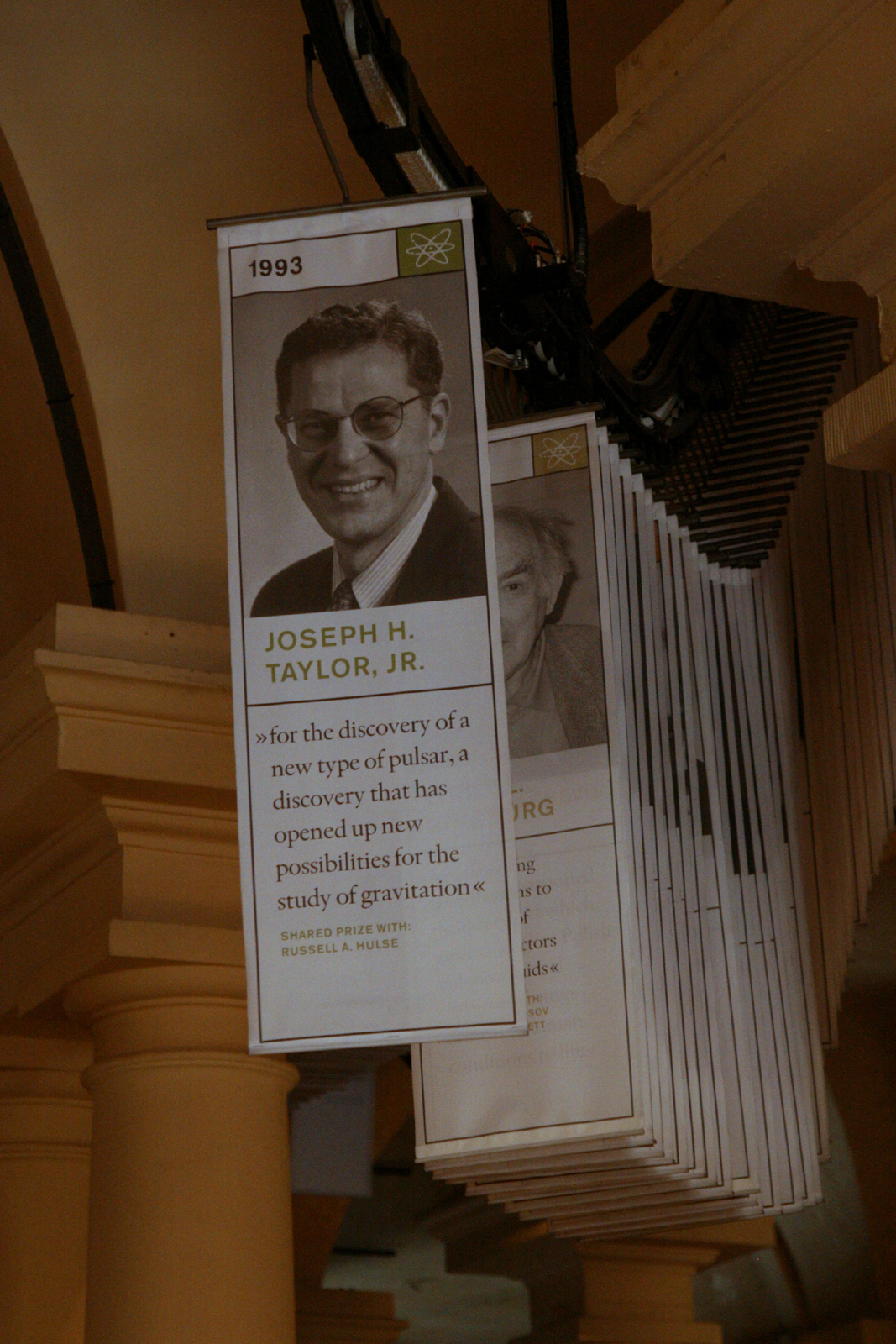
Кожен лауреат репрезентований в музеї портретом, встановленим на унікальній канатній дорозі, закріпленій на стелі

Відповідно до маніфесту музею, він повинен розповідати людям про Нобелівську премію й про життя засновника премії -  Альфреда Нобеля, і про всіх, хто її отримав, починаючи з  Вільгельма Конрада Рентгена, який в 1901 першим отримав  премію з фізики, а також поширювати знання, зацікавлювати природничими науками. Для досягнення цих цілей музей організовує виставки, показ фільмів, влаштовує театральні постановки та проводить дебати, пов'язані з наукою. Музей може похвалитися виставками, присвяченими таким знаменитостям, як Марі Кюрі, Нельсон Мандела і Вінстон Черчилль.
Роботи лауреатів Нобелівської премії є захопливою пригодою, що показує історію успіхів і невдач. Більш того, Нобелівський музей є сховищем знань, його співробітники проводять активні дослідження, влаштовують семінари, лекції та дискусії про сучасні світові проблеми. Тут можна побачити багато важливих світових винаходів і відкриттів, наприклад раритетну найпершу пляшечку пеніциліну або інсуліну, що потрапила на прилавки аптек світу..
Дуже цікавою частиною музею є виставка предметів, подарованих лауреатами Нобелівської премії, а також смішні та особисті історії з їхнього життя.

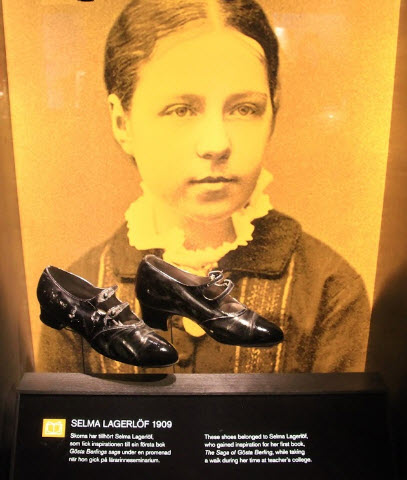
У Музеї Нобелівської премії експонуються черевички письменниці Сельми Лагерлеф

Для наймолодших відвідувачів обладнаний спеціальна інтерактивна міні-зала, де діти у невимушеному форматі гри дізнаються про світові наукові відкриття.
Орієнтуватися в музеї допомагає аудіогід, доступний кількома мовами. 
Відвідувачі музею можуть залишити на спеціальному стенді власні наукові ідеї.

## Бібліотека

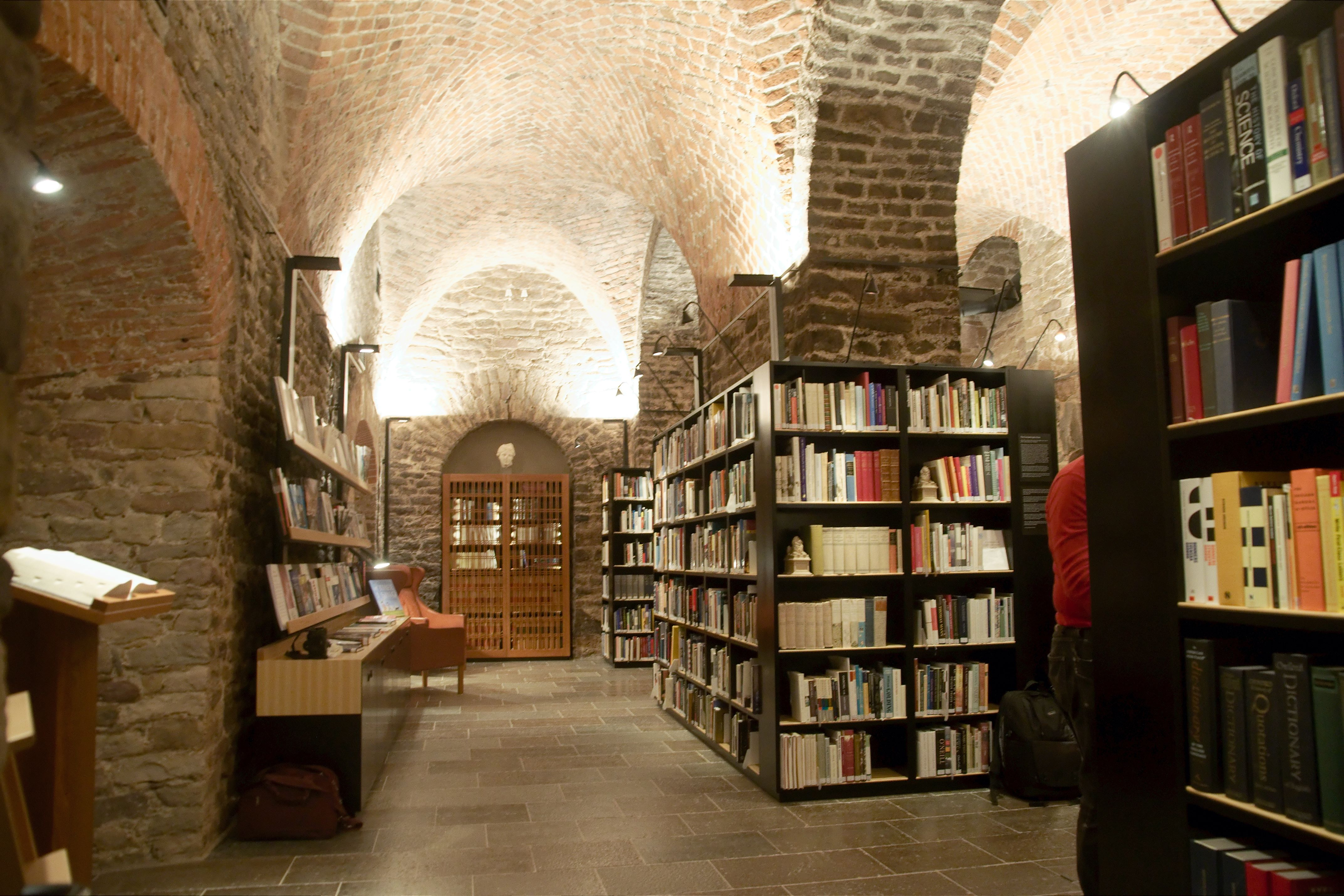
Дослідницька бібліотека музею

Дослідницька бібліотека музею Нобеля була заснована в 2005 році і знаходиться в підвалі будівлі Біржі.

## Кав'ярня
На стільцях кав'ярні, яка знаходиться на першому поверсі музею, за традицією започаткованою  2001 року екс–президентом США Біллом Клінтоном лауреати залишають свої автоґрафи. Клінтон попросив гостьову книгу записати свої враження і вдячність, проте кав'ярня не мала такої книги. Потім хтось запропонував розписатися на стільці, на якому він сидів. З того часу стільці кав'ярні щорічно доповнюються підписами нових лауреатів.У баристи можна попросити список і знайти потрібного.

## Нобелівський центр
Архітектурне бюро Девіда Чіпперфільда (David Chipperfield Architects Berlin) виграло архітектурний конкурс на проект нового Нобелівського центру в Стокгольмі. Команда журі одноголосно віддала свої голоси за проект нового будинку Нобелівської премії.
Нобелівський центр зробить привабливішим півострів Бласіхольмен в центрі Стокгольма.
|                                                                                               | Ми розглядаємо виграшну пропозицію як конкретну інтерпретацію Нобелівської премії як найважливішого символу Швеції. Стокгольм отримає будівлю — монументальну, але без пишності, потужну, але витончену — з такими якостями, як місто дало столиці століття тому. |
| — письменник Пер Вестберг, член Шведської академії і голова Нобелівського комітету літератури | |

## Режим роботи
Червень - серпень
- щодня 09.00-20.00,
- щовівторка 17.00-20.00 - вхід безкоштовний

Вересень - травень
- понеділок: вихідний
- вівторок-четвер: 11.00-17.00
- п'ятниця: 11.00-20.00
- субота-неділя: 10.00-18.00

## Галерея

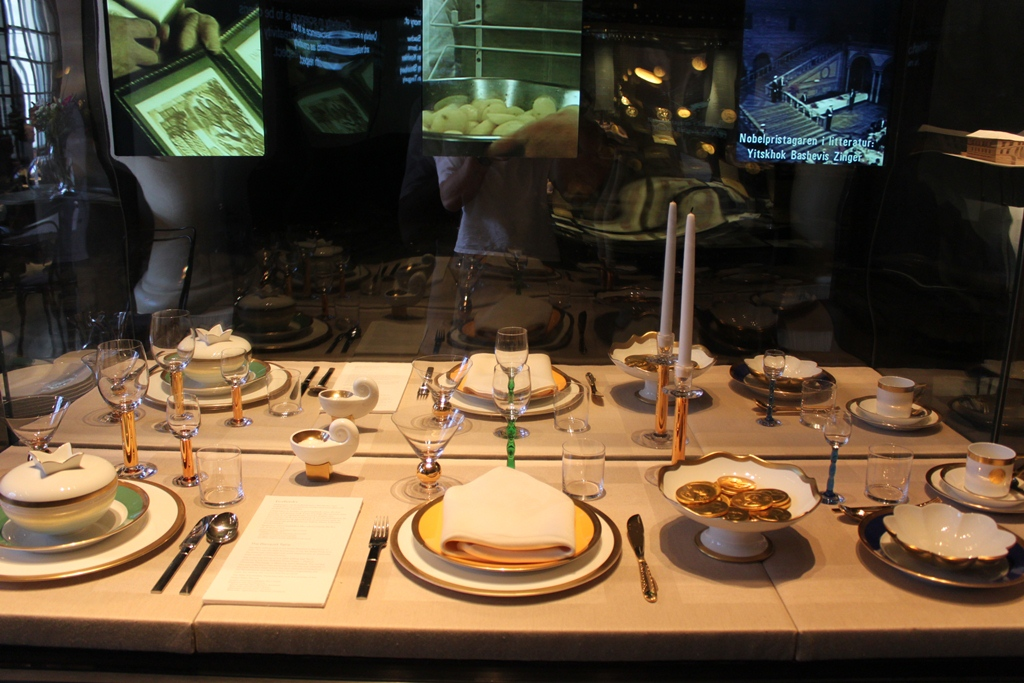
Стіл, святково сервірований для Нобелівського бенкету
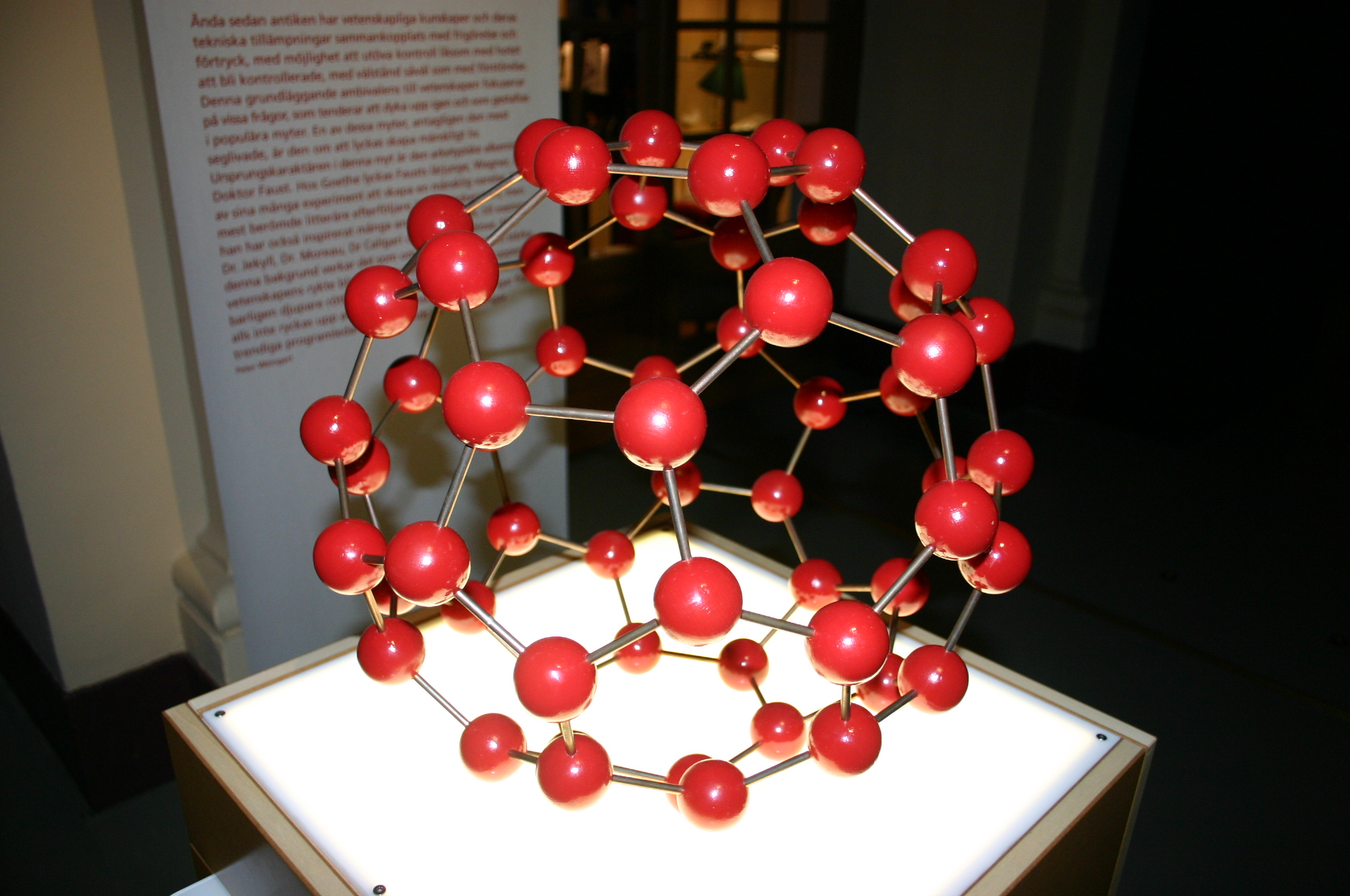
Модель C60 з тимчасової експозиції
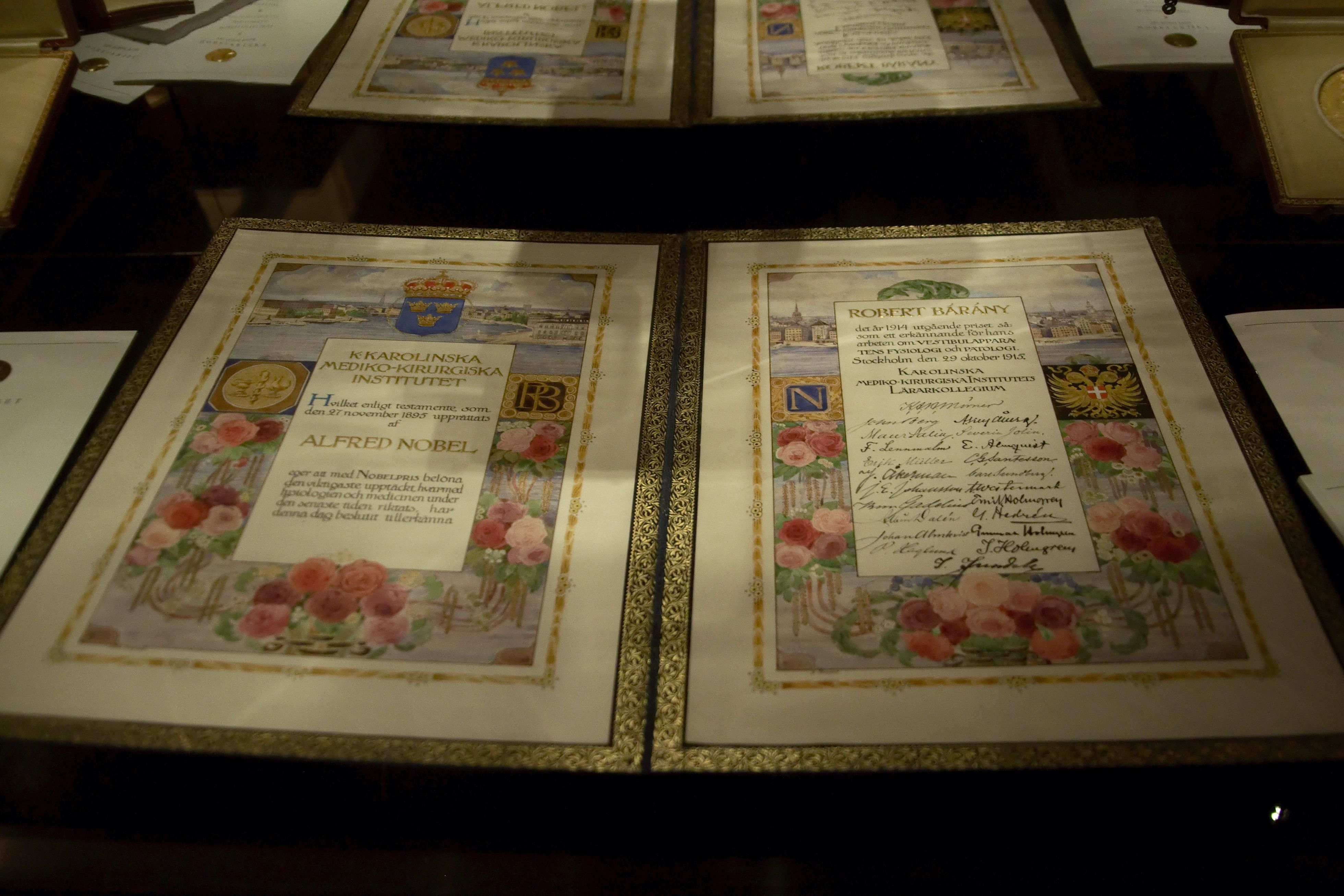
Диплом Роберта Барані
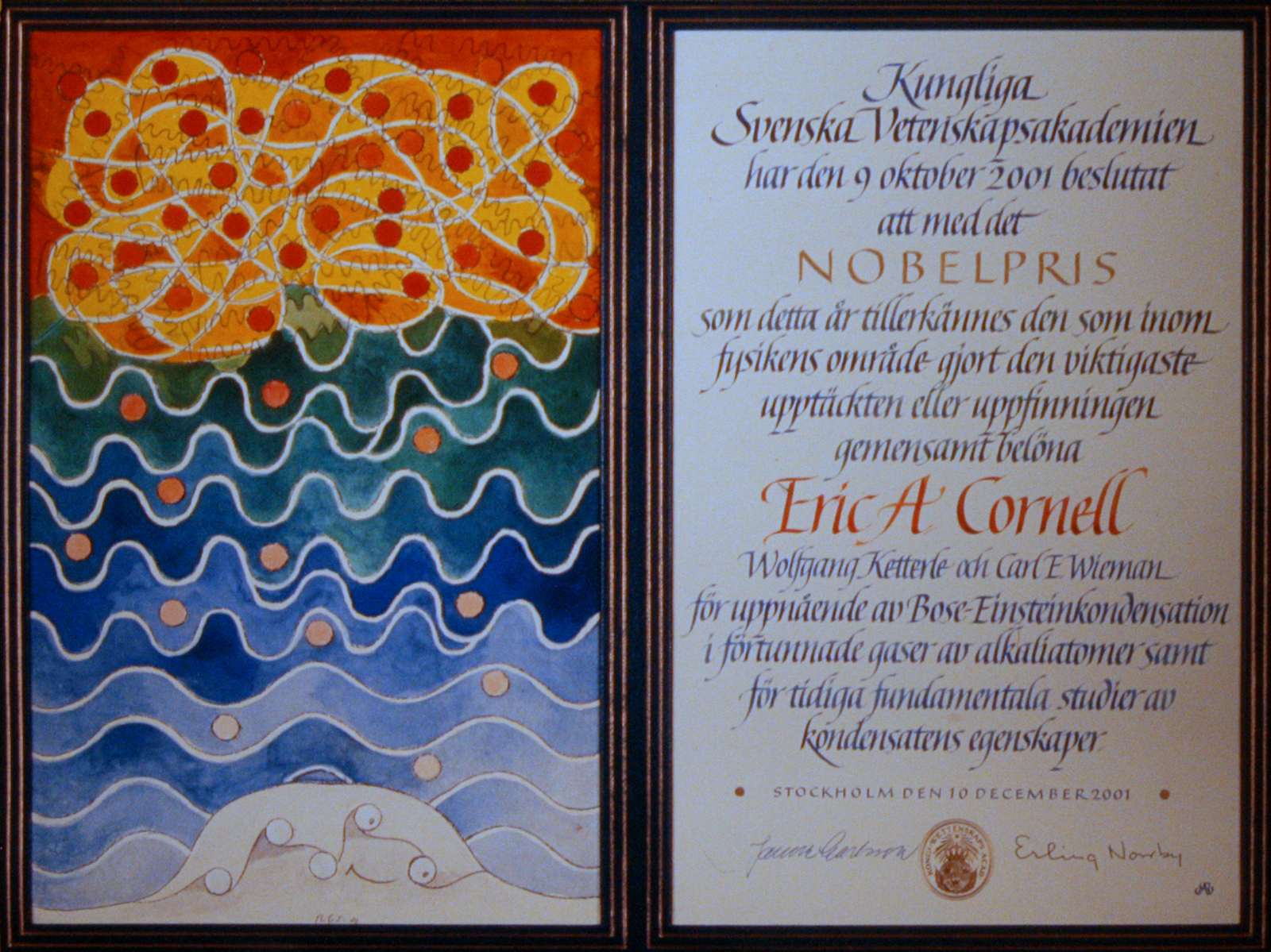
Диплом Ерік Аллін Корнелла
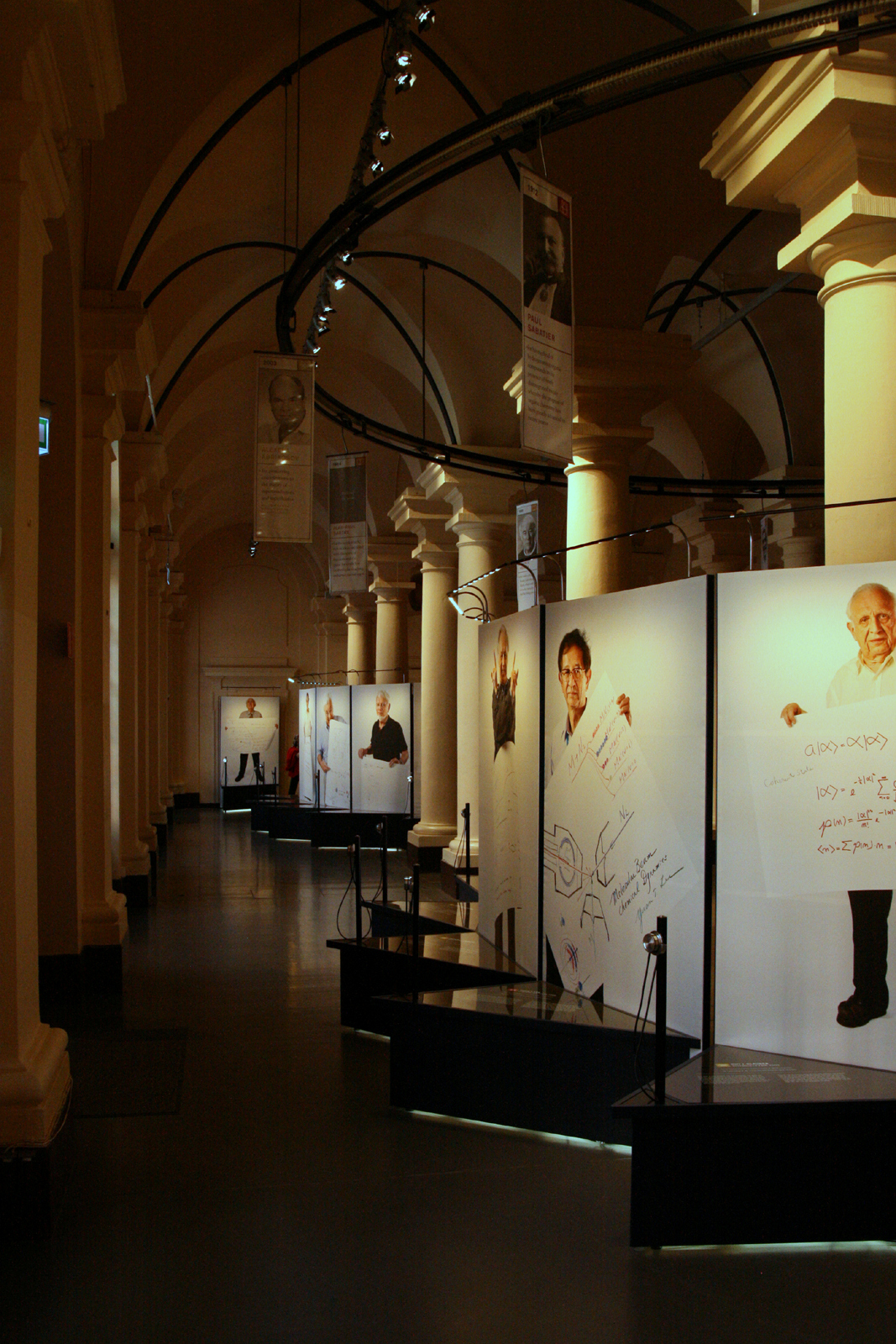
Пластини рухаються музеєм, на них портрети всіх нобелівських лауреатів
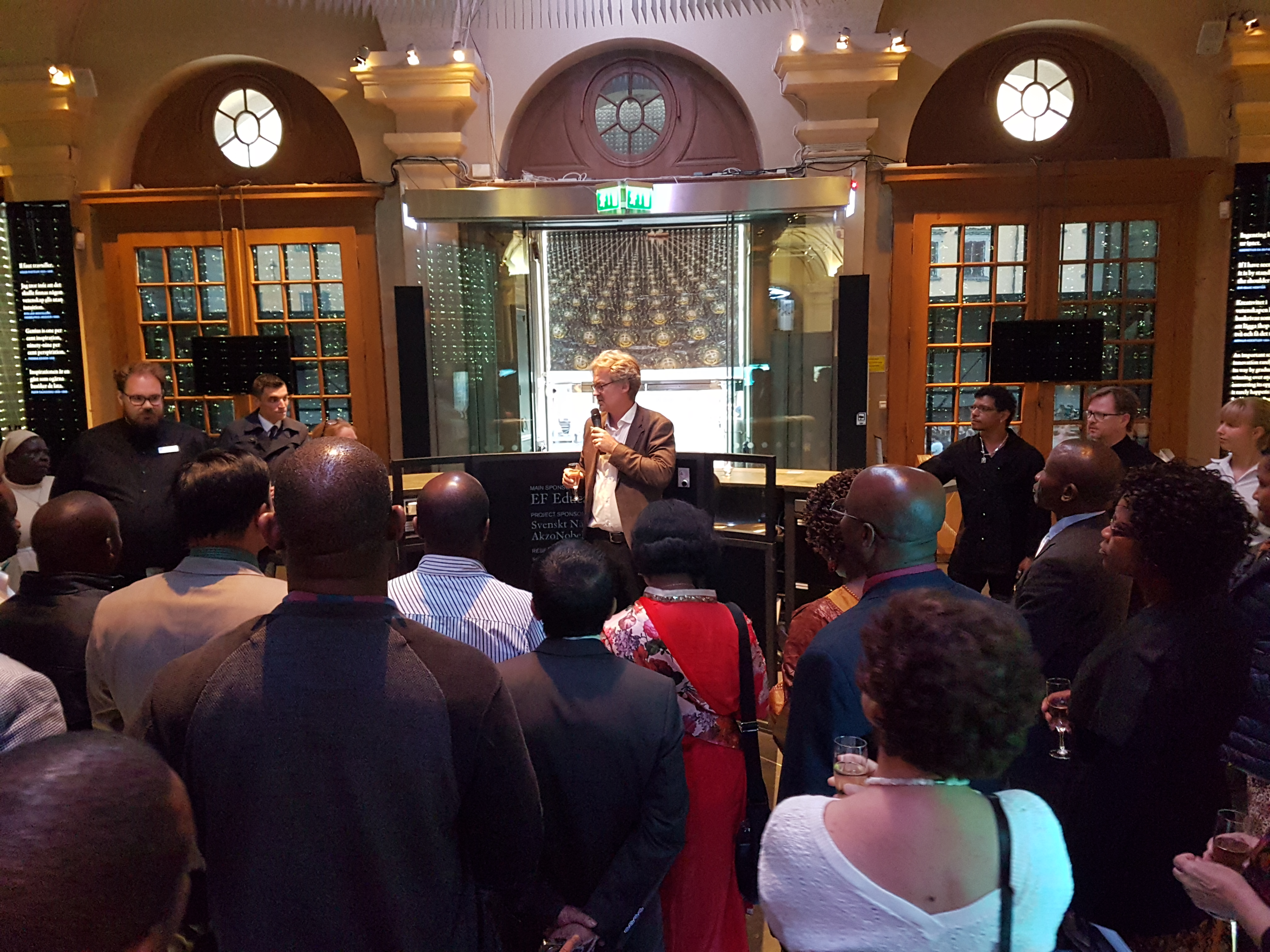
Дискусія про цифрові технології